# Svetovna zveza visokih stolpnic
Svetovna zveza visokih stolpnic (angleško The World Federation of Great Towers; kratica WFGT) je združenje najvišjih stolpnic in nebotičnikov po celem svetu. Ustanovljeno je bilo leta 1989. Za vključitev v združenje je najbolj pomembno, da ima zgradba javno razgledno točko. Trenutno je 37 stolpnic v zvezi.

## Stolpi in nebotičniki
(Razvrščeni so od najvišjega proti nižjemu)
- Burj Khalifa (828 m), Dubaj, Združeni arabski emirati
- televizijski stolp Canton Tower (600 m), Guangzhou, Ljudska republika Kitajska
- CN Tower (553,33 m), Toronto, Kanada
- televizijski stolp Ostankino (540 m), Moskva, Rusija
- televizijski stolp Oriental Pearl Tower (468 m), Šanghaj, Ljudska republika Kitajska
- John Hancock Center (444 m), Chicago, Združene države Amerike
- Empire State Building (443 m), New York, Združene države Amerike
- televizijski stolp Menara KL (421 m), Kuala Lumpur Malezija
- televizijski in radijski stolp Tianjin (415,20 m), Tianjin, Ljudska republika Kitajska
- centralni televizijski stolp Peking (405 m), Peking, Ljudska republika Kitajska
- Henan Tower (388 m), Žengžou, Ljudska republika Kitajska
- televizijski stolp Taškent (375 m), Taškent, Uzbekistan
- Fernsehturm (368 m), Berlin, Nemčija
- televizijski stolp Sichuan (339 m) Chengdu, Ljudska republika Kitajska
- televizijski stolp Macau (338 m), Macao, Ljudska republika Kitajska
- Tokijski stolp (333 m), Tokio, Japonska
- Eifflov stolp (324 m), Pariz, Francija
- televizijski stolp Talin (314 m), Talin, Estonija
- The Shard (310 m), London, Združeno kraljestvo
- Sydney Tower (309 m), Sydney, Avstralija
- televizijski stolp Liaoning (305,50 m), Shenyang, Ljudska republika Kitajska
- Eureka Skydeck 88 (300 m), Melbourne, Avstralija
- Olympiaturm (293 m) München, Nemčija
- Torre de Collserola (288 m), Barcelona, Španija
- Donauturm (252 m), Dunaj, Avstrija
- televizijski stolp N Seul (238 m), Seul, Južna Koreja
- televizijski stolp Tsingtao (232 m), Tsingtao, Ljudska republika Kitajska
- Žižkov televizijski stolp (216 m), Praga, Češka
- Tour Montparnasse (210 m), Pariz, Francija
- Calgary Tower (191 m), Calgary, Kanada
- Razgledni stolp Dalian (190 m), Dalian, Ljudska republika Kitajska
- Cairo Tower (187 m), Kairo, Egipt
- Euromast (185 m), Rotterdam, Nizozemska
- Space Needle (184,40 m), Seattle, Združene države Amerike
- Torre Latine (181 m), Ciudad de México, Mehika
- Stade olympique (175 m), Montreal, Kanada
- Spinnaker Tower (170 m), Portsmouth, Združeno kraljestvo
- Most SNP (92 m), Bratislava, Slovaška